# Ormosia bahiensis
Ormosia bahiensis är en ärtväxtart som beskrevs av Joseph Vincent Monachino. Ormosia bahiensis ingår i släktet Ormosia och familjen ärtväxter. Inga underarter finns listade i Catalogue of Life.